# Evan Gershkovich

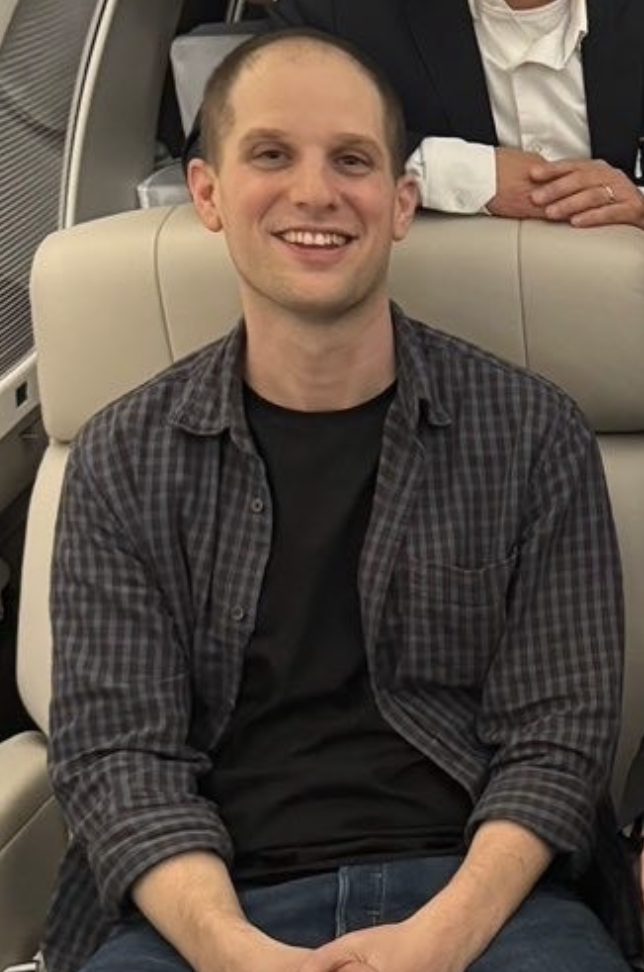
Evan Gershkovich em 2024.

Evan Gershkovich (nascido em 26 de outubro de 1991) é um jornalista e repórter norte-americano do The Wall Street Journal que cobre a Rússia. Ele foi detido pelo Serviço Federal de Segurança da Rússia sob a acusação de espionagem em março de 2023, marcando a primeira vez que um jornalista dos Estados Unidos foi preso sob a acusação de espionagem na Rússia desde a Guerra Fria. A Casa Branca e grupos de defesa da imprensa condenaram a prisão.
Especialistas especularam que a motivação por trás da prisão de Gershkovich foi uma troca antecipada de prisioneiros por um ou mais russos de destaque presos em outros países. Gershkovich, que estava na Rússia após a invasão da Ucrânia, foi nomeado uma das 100 pessoas mais influentes do mundo pela revista Time em 2023. 